# Bitwa na Dogger Bank (1696)
Bitwa na Dogger Bank – starcie zbrojne, które miało miejsce 17 czerwca 1696 roku podczas wojny palatynackiej.
Dowodzący francuską eskadrą (7 fregat, 2 okręty kaperskie, 2 długie łodzie i 1 brander, 310 dział) Jean Bart natknął się 17 czerwca w pobliżu ławicy Dogger Bank na holenderski konwój złożony ze 112 statków handlowych i 5 eskortujących je okrętów (168 dział).
Francuzi mieli więcej okrętów i więcej dział niż dowodzeni przez Rutgera Buckinga Holendrzy. Ponadto francuskie załogi były bardziej doświadczone, a do tego dowodził nimi wybitny dowódca, tak więc wynik bitwy łatwy był do przewidzenia.
Jednak Francuzi nie spieszyli się do starcia, świadomi tego, że w pobliżu krąży szukająca ich potężna eskadra angielska dowodzona przez admirała Johna Benbowa.
Bitwa rozpoczęła się o godzinie 19:00, gdy Jean Bart na okręcie Maure (54 działa) zaatakował holenderski okręt flagowy Raadhuis-van-Haarlem (44 działa). Holendrzy walczyli bardzo dzielnie przez trzy godziny, do momentu, gdy zginął ich kapitan. Wówczas okręt flagowy skapitulował, a wkrótce jeden po drugim poszły jego śladem pozostałe cztery okręty holenderskie. Wszystkie zdobyte okręty holenderskie, oprócz 38-działowego Comte de Solnis, zostały spalone.
Zanim nadpłynęła licząca 18 okrętów angielska eskadra Benbowa Jean Bart zdążył przechwycić i spalić 25 holenderskich statków handlowych. Następnie zwycięska eskadra francuska odpłynęła w kierunku wybrzeży Danii. Tam pozostali do lipca, kiedy to prześliznęli się przez linie sprzymierzonych i 27 września dotarli do Dunkierki, wioząc ze sobą 1 200 jeńców holenderskich.